# Eugenia pinifolia
Eugenia pinifolia är en myrtenväxtart som beskrevs av Carl Friedrich Philipp von Martius och Otto Karl Berg. Eugenia pinifolia ingår i släktet Eugenia och familjen myrtenväxter. Inga underarter finns listade i Catalogue of Life.